# Conga Conga Conga
"Conga Conga Conga" é uma canção da cantora brasileira Gretchen, lançado como single em 1980.
A canção é considerada o single mais famoso de Gretchen, ao lado de "Freak Le Boom Boom" e "Melô Do Piripipi (Je Suis La Femme)". 
A música vendeu meio milhão de cópias no ano de seu lançamento, dando a Gretchen um disco de ouro. Em detrimento disso, apareceu na 8ª posição na lista da Nopem dos 50 discos mais vendidos do Brasil no ano de 1981.
Em 2020, uma versão adaptada da canção foi utilizada em um vídeo-campanha contra o assédio no carnaval, Gretchen aparece em frente a paisagens de Recife e a letra da canção reforça que "Não é não".

## Desempenho em tabelas

### Tabelas semanais
| Tabela musical (1981)         | Melhor posição |
| ----------------------------- | -------------- |
| Brasil (Compactos Simples RJ) | 1              |
| Brasil (Compactos Simples SP) | 2              |

### Tabelas anuais
| Tabela musical (1981) | Posição |
| --------------------- | ------- |
| Brasil (Nopem)        | 8       |